# Ібрагім Аббуд
Аббу́д Ібрагі́м (*1900 — †1983) — державний та військовий діяч Судану.

## Біографія
Народився 26 жовтня 1900 р. в с. Мугаммед-Голь біля м.Суакін.
Закінчив військовий коледж в Хартумі. З 1925 року на військовій службі. Під час Другої Світової війни брав участь в складі англійських військ у бойових операціях в Лівії та Ефіопії. В 1956 році назначений головнокомандуючим суданської армії в чині генерал-майора, з 1957 року — генерал-лейтенанта.
В 1958 році очолив військовий переворот та скинув уряд. Оголошена вищим органом влади в країні Верховна рада збройних сил передала Аббуду пости президента Судану, голови Верховної ради, прем'єр-міністра, міністра оборони та головнокомандуючого збройних сил, надала йому звання маршала. У жовтні 1964 року пройшов широкий народний рух, який призвів у листопаді до скинення диктатури Аббуда.
Помер 8 вересня 1983 в м.Хартум.